# Reina del Carnaval de Barranquilla

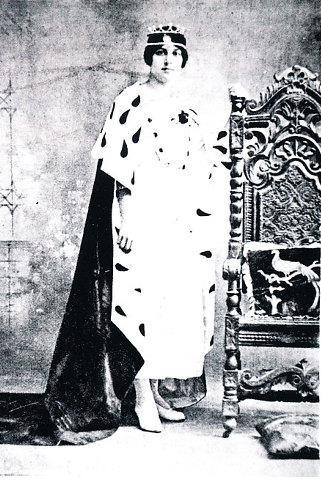
Alicia Lafaurie Roncallo, primera reina del carnaval, 1918.

La Reina del carnaval de Barranquilla es designada anualmente para presidir la festividad. La designación es realizada anualmente por la Junta Directiva de la Fundación del Carnaval de Barranquilla, entidad oficial que organiza el Carnaval, y es promulgada en el segundo semestre del año, con frecuencia en los meses de julio o agosto.

## Historia
Desde 1918, las soberanas eran escogidas por los dignatarios del Club Barranquilla. No obstante, en 1923, el centro social A.B.C. propuso elegir la Reina del Carnaval por medio de un plebiscito popular. No volvió a elegirse soberana de manera democrática sino hasta 1944 cuando el club Riomar, en ese entonces nuevo centro social de la ciudad, propuso otro certamen plebiscitario como aquel de 1923. En ese entonces quedó elegida Niní Munárriz Steffens.

## Funciones carnestoléndicas
Mediante la Lectura del Bando, a mediados del mes de enero, la Reina del Carnaval promulga la única "ley" que deben cumplir los barranquilleros durante las fiestas de carnaval: bailar y gozar hasta que el cuerpo aguante. El sábado de carnaval, la reina preside con su carroza el desfile de la Batalla de Flores, seguida de numerosos grupos folclóricos, cumbiambas y comparsas. Además, durante los pre-carnavales, asiste a bailes y verbenas populares, encabeza comparsas como la Danza de El Garabato y el desfile de la Guacherna, y en los propios carnavales también debe presidir, además de la Gran Parada y el Festival de Orquestas, numerosos actos públicos populares.
La reina del Carnaval iza la bandera de los grupos folclóricos, visita los palacios de las reinas populares, es la vocera de la fiesta en medios de comunicación y de las misiones culturales nacionales e internacionales, prepara las coreografías de su bando y su coronación, y preside los eventos de carnaval que acontecen en Barranquilla y municipios del departamento del Atlántico.
La mayoría de los barrios de la ciudad elige a su propia reina, y estas a su vez participan en el Reinado Popular . Cada reina cumple con obligaciones carnestoléndicas y preside una fiesta popular o verbena en su barrio. La candidata que resulte elegida Reina de Reinas acompaña a la Reina del Carnaval en la Batalla de Flores.

## Reinas del Carnaval
La figura de reina nace en el año 1918, anteriormente se elegía un rey y posteriormente presidente del Carnaval hasta 1915 cuando fue elegida la primera presidente (femenina) del Carnaval cambiando entonces a través de los años como presidente, reina, sultana, capitanas y gobernantas, hasta 1949 cuando definitivamente se mantendría el título de Reina del Carnaval de Barranquilla. A continuación las diferentes líderes y Reinas a través de la historia.   
| Año  | Nombre | Otras Candidatas | Nota |
| ---- | --- | --- | --- |
| 1915 | Elida De Castro                                                                                                 | — | Primera Presidente. |
| 1918 | Alicia Lafaurie Roncallo                                                                                        | — | Primera Reina. |
| 1919 | Dilia Baena Lavalle                                                                                             | — | Nombrada como Sultana. |
| 1920 | Paulina Sojo | — | Segunda Presidente. |
| 1921 | - Rafaela Pérez López - Aminta Weeber - Rebeca Fuenmayor - Conchita Vengoechea de Faillace - Rebeca Donado      | — | Nombradas como Gobernantas semanales. |
| 1922 | Rosita Lafaurie                                                                                                 | — | Última Presidente. |
| 1923 | Toña Vengoechea                                                                                                 | — | Se retoma el título de reina. |
| 1924 | Isabel Elvira Sojo                                                                                              | — | Se retoma el título de reina. |
| 1925 | Sarita Roncallo                                                                                                 | — | Se retoma el título de reina. |
| 1926 | Olga Heilbron Tavera                                                                                            | — | Se retoma el título de reina. |
| 1927 | Rebeca Donado Ucrós                                                                                             | — | Se retoma el título de reina. |
| 1928 | Josefina Vives Ballestas                                                                                        | — | Se retoma el título de reina. |
| 1929 | - Alicia Carbonell - Julieta Vives Urueta - Carolina Sojo Palacio - Francia Pérez López - Ana Elvira Echeverría | — | Nombradas como integrantes del Consejo de Regencia. |
| 1930 | No se eligió reina                                                                                              | — | Se nombraron Capitanas de Comparsas. |
| 1931 | No se eligió reina                                                                                              | — | Se nombraron Capitanas de Comparsas. |
| 1932 | No se eligió reina                                                                                              | — | Se nombraron Capitanas de Comparsas. |
| 1933 | No se eligió reina                                                                                              | — | Se nombraron Capitanas de Comparsas. |
| 1934 | No se eligió reina                                                                                              | — | Se nombraron Capitanas de Comparsas. |
| 1935 | Alicia Falquez Grau                                                                                             | — | Se retoma el título de Reina. |
| 1936 | Josefina Osío                                                                                                   | — | Se retoma el título de Reina. |
| 1937 | No se eligió reina                                                                                              | — | Se nombraron Capitanas de Barrio. |
| 1938 | No se eligió reina                                                                                              | — | Se nombraron Capitanas de Barrio. |
| 1939 | No se eligió reina                                                                                              | — | Se nombraron Capitanas de Barrio. |
| 1940 | No se eligió reina                                                                                              | — | Se nombraron Capitanas de Barrio. |
| 1941 | No se eligió reina                                                                                              | — | Se nombraron Capitanas de Barrio. |
| 1942 | Lolita Obregón Benjumea                                                                                         | — | Hasta 1947 se mantuvo la figura de Reina. |
| 1943 | Carmiña Navarro Donado                                                                                          | — | — |
| 1944 | Niní Munárriz Steffens                                                                                          | — | Hermana de Edith Munárriz, Reina en 1950. |
| 1945 | Judith Blanco de Andréis                                                                                        | — | — |
| 1946 | Tica Manotas Rodríguez                                                                                          | — | — |
| 1947 | Ana María Emiliani                                                                                              | — | — |
| 1948 | - Paulina Carbonell Villalba - Gloria Rocániz Fuenmayor                                                         | — | Nombradas como Capitanas de Solteros y Casados. |
| 1949 | Leonor González McCausland                                                                                      | — | A partir de ese año se retomó la figura de Reina. |
| 1950 | Edith Munárriz Steffens                                                                                         | — | Hermana de Niní Munárriz Steffens, Reina en 1944. |
| 1951 | Cecilia Gómez Nigrinis                                                                                          | — | — |
| 1952 | Gladys Rosanía                                                                                                  | — | — |
| 1953 | Carolina Manotas                                                                                                | — | Abuela de Julia Carolina Juli De La Rosa Valiente, Reina en 1999. |
| 1954 | Adelina Segovia                                                                                                 | — | — |
| 1955 | Lucía Ruiz Armenta                                                                                              | — | Madre de Maribel Fernández De Castro Ruiz, Reina en 1987, tía de Julia Carolina Juli De La Rosa Valiente, Reina en 1999 y abuela de Cristina Felfle Fernández De Castro, Reina en 2015 y de Tatiana Angulo, Reina en 2025.          |
| 1956 | Carmiña Rosa Moreno Vengoechea                                                                                  | — | Fue Señorita Atlántico 1955 quedando como Virreina Nacional. |
| 1957 | Margarita Angulo                                                                                                | — | — |
| 1958 | Vilma Escolar Nieto                                                                                             | — | — |
| 1959 | Marvel Luz Moreno                                                                                               | — | — |
| 1960 | Lilia Arévalo Duncan                                                                                            | — | — |
| 1961 | Edith Ulloque                                                                                                   | — | — |
| 1962 | Julieta Devis Pereira                                                                                           | — | Madre de María José Vengoechea Devis, Reina en 1990. |
| 1963 | Martha Ligia Restrepo                                                                                           | — | Hermana de Luz Elena Restrepo, Reina de Colombia en 1967 y Reina del Carnaval en 1969. |
| 1964 | Carmen Vergara Vengoechea                                                                                       | — | — |
| 1965 | Lucy Abuchaibe                                                                                                  | — | — |
| 1966 | Josefina Martínez Armenta                                                                                       | — | Prima de Julia Carolina Juli De La Rosa Valiente, Reina en 1999. |
| 1967 | Martha Luz Vásquez                                                                                              | — | — |
| 1968 | Rocío García Bossa                                                                                              | — | — |
| 1969 | Luz Elena Restrepo                                                                                              | — | Hermana de Martha Ligia Restrepo, Reina de Colombia en 1962 y Reina del Carnaval en 1963. |
| 1970 | Ligia Salcedo                                                                                                   | — | — |
| 1971 | Clarissa Lafaurie                                                                                               | — | — |
| 1972 | Margarita Rosa Donado                                                                                           | — | Prima de Ana María Donado, reina en 1980 y de María Cecilia La Chechi Donado García, Reina en 1996. |
| 1973 | Fedora Escolar de Mascarucci                                                                                    | — | — |
| 1974 | Vicky de Andréis                                                                                                | — | Prima de Julia Carolina Juli De La Rosa Valiente, Reina en 1999. |
| 1975 | Regina Margarita Sojo                                                                                           | — | — |
| 1976 | Katia González Ripoll                                                                                           | — | — |
| 1977 | Nohora Aduén Lafaurie                                                                                           | — | — |
| 1978 | Patricia Abello Marino                                                                                          | — | Prima de Katia Nule Marino, Reina en 1995. |
| 1979 | Esther Cecilia Tey Cadena Buitrago                                                                              | Thelma García Méndez | Thelma García Méndez renunció y fue reemplazada por Esther Cecilia Tey Cadena Buitrago. |
| 1980 | Ana María Donado                                                                                                | — | Prima de Margarita Rosa Donado, Reina en 1972 y de María Cecilia La Chechi Donado García, Reina en 1996 y madre de Mariana Schlegel Donado, Reina en 2009.                                                                          |
| 1981 | Silvana González Martelo                                                                                        | — | — |
| 1982 | Mirella Caballero                                                                                               | — | Madre de Marcela García Caballero, Reina en 2016. |
| 1983 | Luz Marina Rincón                                                                                               | — | — |
| 1984 | Flavia Santoro                                                                                                  | — | — |
| 1985 | Luz Marina Atehortúa                                                                                            | — | — |
| 1986 | Silvia Tcherassi                                                                                                | — | — |
| 1987 | Maribel Fernández De Castro Ruiz                                                                                | — | Hija de Lucía Ruiz Armenta, Reina en 1955, madre de Cristina Felfle Fernández De Castro, Reina en 2015 y tía de Tatiana Angulo Fernández De Castro, Reina en 2025.                                                                  |
| 1988 | Margarita Gerlein Villa                                                                                         | — | Hermana de Liliana Gerlein, Reina de 1991, prima de María Alicia Marialy Gerlein Arana, Reina en 1997, de Margarita Lora Gerlein, Reina en 2003 y madre de María Margarita Maqui Diazgranados Gerlein, Reina en 2014.               |
| 1989 | Laura Char Carson                                                                                               | — | Madre de la actriz y cantante Sofia Carson. |
| 1990 | María José Vengoechea Devis                                                                                     | — | Hija de Julieta Devis Pereira, Reina en 1962. |
| 1991 | Liliana Gerlein Villa                                                                                           | — | Hermana de Margarita Gerlein Villa, Reina en 1988, prima de María Alicia Marialy Gerlein Arana, Reina en 1997, de Margarita Lora Gerlein, Reina en 2003 y tía de María Margarita Maqui Diazgranados Gerlein, Reina en 2014.         |
| 1992 | Brigitte Abuchaibe                                                                                              | — | Prima de Danitza Abuchaibe Costa, Reina en 1994 y de Valeria Abuchaibe Rosales, Reina en 2018. |
| 1993 | Claudia Dangond Lacouture                                                                                       | — | — |
| 1994 | Danitza Abuchaibe Costa                                                                                         | — | Prima de Brigitte Abuchaibe, Reina en 1992 y de Valeria Abuchaibe Rosales, Reina en 2018. |
| 1995 | Katia Margarita Nule Marino                                                                                     | — | - Prima de Patricia Abello Marino, Reina en 1978, tia de Michelle Char Fernández, Reina en 2026. - En su reinado, se recuperó la figura de Rey Momo.                                                                                |
| 1996 | María Cecilia La Chechi Donado García                                                                           | — | Prima de Margarita Rosa Donado, Reina en 1972, de Ana María Donado, Reina en 1980 y de Daniella Donado Visbal, Reina en 2007. |
| 1997 | María Alicia Marialy Gerlein Arana                                                                              | — | Prima de Margarita Gerlein Villa, Reina en 1988, de Liliana Gerlein Villa, Reina en 1991, de Margarita Lora Gerlein, Reina en 2003 y de María Margarita Maqui Diazgranados Gerlein, Reina en 2014.                                  |
| 1998 | Liliana Hoyos Sánchez                                                                                           | — | — |
| 1999 | Julia Carolina Juli De La Rosa Valiente                                                                         | — | Nieta de Carolina Manotas, Reina en 1953, sobrina de Lucía Ruiz Armenta, Reina en 1955, prima de Josefina Martínez Armenta, Reina en 1966, de Vicky De Andréis, Reina en 1974 y de Maribel Fernández De Castro Ruiz, Reina en 1987. |
| 2000 | Claudia Patricia Cuca Guzmán Certain                                                                            | — | — |
| 2001 | Ilse Margarita Cuello Gieseken                                                                                  | — | — |
| 2002 | María Gabriela Diago García                                                                                     | — | — |
| 2003 | Margarita Lora Gerlein                                                                                          | — | Prima de Margarita Gerlein Villa, Reina en 1988, de Liliana Gerlein Villa, Reina en 1991, de María Alicia Marialy Gerlein Arana, reina en 1997 y de María Margarita Maqui Diazgranados Gerlein, Reina en 2014.                      |
| 2004 | Olga Lucía Rodríguez Pérez                                                                                      | — | — |
| 2005 | Kathy Flesch Guinovart                                                                                          | — | — |
| 2006 | María Isabel Dávila Clavijo                                                                                     | — | Prima de Martha Marcela Dávila Márquez, Reina en 2011. |
| 2007 | Daniella Donado Visbal                                                                                          | — | Prima de María Cecilia La Chechi Donado, Reina en 1996. |
| 2008 | Angie De la Cruz Yepes                                                                                          | — | — |
| 2009 | Marianna Schlegel Donado                                                                                        | — | Hija de Ana María Donado, Reina en 1980. |
| 2010 | Giselle Marie Lacouture Paccini                                                                                 | Lauren Acosta Donado | — |
| 2011 | Martha Marcela Dávila Márquez                                                                                   | - María Fernanda De La Rosa - Daniela Cepeda Tarud - Andrea Jaramillo Char | Prima de María Isabel Dávila Clavijo, Reina en 2006. |
| 2012 | Andrea Jaramillo Char                                                                                           | - Laura García Caballero - Michelle Daccarett Bojanin | Prima de Michelle Char Fernández, Reina en 2026. |
| 2013 | Daniela Cepeda Tarud                                                                                            | Laura García Caballero | — |
| 2014 | María Margarita Maqui Diazgranados Gerlein                                                                      | - Cristina Felfle Fernández De Castro - Laura García Caballero | Hija de Margarita Gerlein, Reina en 1988, sobrina de Liliana Gerlein Villa, Reina en 1991, prima de María Alicia Marialy Gerlein Arana, Reina en 1997 y de Margarita Lora Gerlein, Reina en 2003.                                   |
| 2015 | Cristina Felfle Fernández De Castro                                                                             | — | Nieta de Lucía Ruiz Armenta, Reina en 1955, hija de Maribel Fernández de Castro Ruiz, Reina en 1987 y prima de Tatiana Angulo Fernández De Castro, Reina en 2025.                                                                   |
| 2016 | Marcela García Caballero                                                                                        | - Valerie Amin Betancourt - Vanessa Peñaranda | Hija de Mirella Caballero, Reina en 1982. |
| 2017 | Stephanie Fefi Mendoza Vargas                                                                                   | Isabella Chams Vega | — |
| 2018 | Valeria Abuchaibe Rosales                                                                                       | Carolina Segebre Abudinén | Prima de Brigitte Abuchaibe, Reina en 1992 y de Danitza Abuchaibe Costa, Reina en 1994. |
| 2019 | Carolina Segebre Abudinén                                                                                       | Isabella Chams Vega | — |
| 2020 | Isabella Chams Vega                                                                                             | - Valentina Lapeira Pumarejo - Maripili De La Cruz Yepes | — |
| 2021 | No se eligió reina                                                                                              | — | Los eventos del Carnaval de Barranquilla en 2021 fueron cancelados debido a la Pandemia de COVID-19. |
| 2022 | Valeria Charris Salcedo                                                                                         | Valentina Lapeira Pumarejo | Primera reina elegida bajo casting privado. |
| 2023 | Natalia María De Castro González                                                                                | - Adjany Kappen Barraza - Lucy Jiménez - Mayiris Guardo - Amanda Luna - Mariana Muñoz - Alexsandra Estarita - Vanessa Peñaranda - Valentina Lapeira Pumarejo - Michelle Senior - Gloria Morillo | Primera elección con más candidatas a ser reina del Carnaval. |
| 2024 | Melissa Andrea Cure Villa                                                                                       | - Alexsandra Estarita - Lina Rojas Osío - Adjany Kappen Barraza - Lucy Jiménez - Andrea Castell - Valentina Lapeira Pumarejo - Gloria Morillo - Michelle Senior - Maryiris Guardo               | — |
| 2025 | Tatiana Angulo Fernández De Castro                                                                              | - Maria Luna Jaramillo - Paola Herrera Sarabia - Adjany Kappen Barraza - Gloria Morillo - Michelle Senior.                                                                                      | Nieta de Lucía Ruiz Armenta, Reina en 1955, sobrina de Maribel Fernández de Castro Ruiz, Reina en 1987 y prima de Cristina Felfle Fernández De Castro, Reina en 2015.                                                               |
| 2026 | Michelle Char Fernández                                                                                         | - María José Acosta Madiedo Marx - Adjany Kappen Barraza - Christina Robayo Durán - Salwa Maloof Habib - Paola Herrera Sarabia                                                                  | Sobrina de Katia Margarita Nule Marino, Reina en 1995 y prima de Andrea Jaramillo Char, Reina en 2012. |